# Simon Clarke

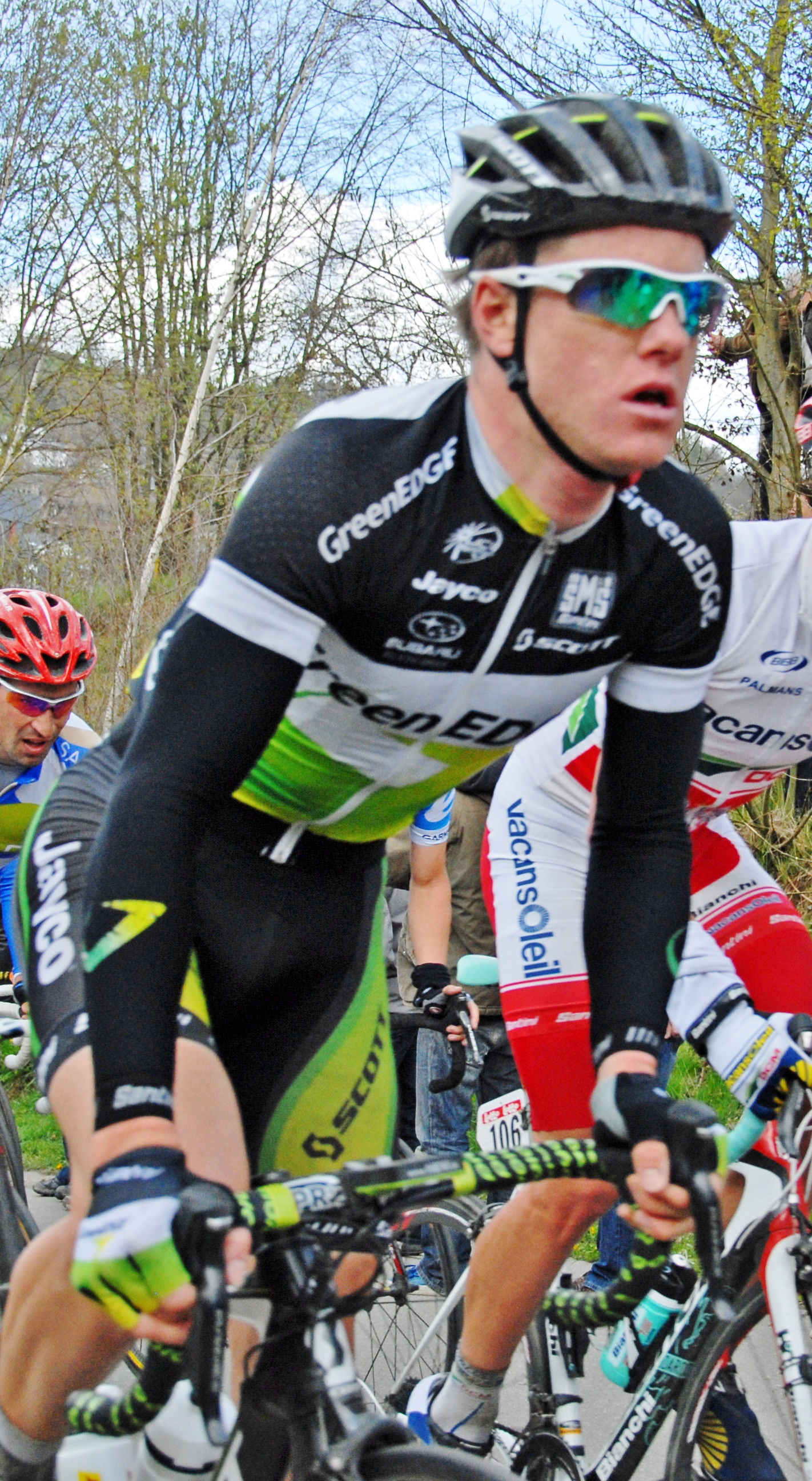
Simon Clarke no Liège-Bastogne-Liège de 2012.

Simon Clarke (Melbourne, Victoria, 18 de julho de 1986) é um ciclista profissional australiano. É profissional desde 2006 e na actualidade compete pela equipa Cannondale.

## Palmarés
2006
- 1 etapa da Volta a Navarra

2008
- 1 etapa da Volta a Japão
- Troféu Cidade de San Vendemiano

2012
- 1 etapa da Volta a Espanha, mais a classificação da montanha

2014
- Herald Sun Tour, mais 1 etapa

## Resultados nasGrandes Voltase Campeonatos do Mundo
| Carreira               | 2009 | 2010 | 2011 | 2012 | 2013 | 2014 |
| ---------------------- | ---- | ---- | ---- | ---- | ---- | ---- |
| Giro de Itália         | -    | -    | -    | -    | -    | -    |
| Tour de France         | -    | -    | -    | -    | 68º  | 113º |
| Volta a España         | -    | -    | -    | 77º  | 69º  | 70º  |
| Mundial em Estrada     | Ab.  | -    | 102º | 78º  | 7º   | 55º  |
| Mundial Contrarrelógio | -    | -    | -    | -    | -    | -    |

-: não participa

Ab.: abandono

## Equipas
- Southaustralia.com-AIS (2006–2008)
- Amica Chips-Knauf (2009)
- ISD-Neri (2009–2010)
- Pro Team Astana (2011)
- Orica-GreenEDGE (2012–2015)
- Cannondale (2016–)